# Kościół ewangelicki w Gniewie
Kościół ewangelicki w Gniewie – kościół ewangelicki, który znajdował się w Gniewie, w centrum rynku miejskiego obok budynku ratusza. Rozebrany w 1957 roku.

## Historia
Kamień węgielny pod budowę ratusza wmurowany został 3 maja 1818 roku przez pastora Teodora Gutta. Budowa trwała 5 lat. Poświęcenie kościoła miało miejsce 3 sierpnia 1823 roku. Kościół zbudowany był w stylu neogotyckim. W związku z zamarciem życia parafialnego po II wojnie światowej i złym stanem budynku rozebrano go w roku 1957.
Przy cmentarzu komunalnym w Gniewie (dawnym cmentarzu ewangelickim) umieszczono tablicę pamiątkową przypominającą o dawnej parafii ewangelickiej.